# (31487) Parthchopra
1999 CH53 (asteroide 31487) é um asteroide da cintura principal. Possui uma excentricidade de 0.10738180 e uma inclinação de 6.33807º.
Este asteroide foi descoberto no dia 10 de fevereiro de 1999 por LINEAR em Socorro.